# Notoreas paradelpha
Notoreas paradelpha är en fjärilsart som beskrevs av Edward Meyrick 1883. Notoreas paradelpha ingår i släktet Notoreas och familjen mätare. Inga underarter finns listade i Catalogue of Life.